# Willard Boyle
Willard Sterling Boyle (Amherst, 19 augustus 1924 – Wallace, 7 mei 2011) was een Canadees natuurkundige en mede-uitvinder van de charge-coupled device. In oktober 2009 kreeg hij samen met George E. Smith de Nobelprijs voor Natuurkunde "Voor hun ontdekking van een beeldverwerkend halfgeleidercircuit, de CCD-sensor". De twee moesten de prijs delen met Charles Kao, die de prijs voor een ander onderzoek kreeg.

## Biografie
Boyle werd geboren als de zoon van de arts Ernest Boyle. Op driejarige leeftijd verhuisde hij met zijn ouders naar Quebec. Hij kreeg tot zijn veertiende thuisonderwijs van zijn moeder Beatrice. Daarna ging hij naar Montreals Lower Canada College om zijn middelbareschoolopleiding af te maken.
Na zijn studie aan dit college ging Boyle naar de McGill-universiteit. Zijn studie hier werd in 1943 onderbroken door de Tweede Wereldoorlog. In deze oorlog diende Boyle in de Canadese marine. Hij werd overgeplaatst naar de Britse marine, alwaar hij leerde om Spitfires te landen op vliegdekschepen. Na de oorlog zette Boyle zijn studie voort. Hij haalde achtereenvolgens zijn BSc (1947), MSc (1948) en Ph.D. (1950) aan de McGill-universiteit.
In 1947 trouwde Boyle met Betty, een landschapsschilderes. Samen kregen ze vier kinderen, twee zonen: David en Robert en twee dochters: Cynthia en Pamela.
Na het halen van zijn doctoraat bracht Boyle een jaar door bij het Canaese stralingslab, en twee jaar als docent natuurkunde aan het Royal Military College of Canada. In 1953 ging Boyle werken bij Bell Labs, alwaar hij in 1962 samen met Don Nelson de eerste continue werkende robijnlaser uitvond. Tevens werd zijn naam vermeld op het eerste patent van de semigeleidende injectielaser (later onder andere toegepast in cd-spelers en branders). In 1962 werd hij directeur van Ruimtewetenschappen en Exploratory Studies bij Bell Labs' subdivisie Bellcomm. Hier hielp hij onder andere mee met het opzetten van het Apolloprogramma. In 1964 keerde hij terug naar Bell Labs.
Wat begon als een nieuwe vorm van computergeheugen maakten Boyle en George E. Smith in 1969 de eerste charge-coupled device, waarvoor ze in 2009 de Nobelprijs voor de natuurkunde ontvingen. Ook kregen ze voor deze uitvinding de Franklin Institute's Stuart Ballantine Medal (1973), de IEEE Morris N. Liebmann Memorial Award (1974) en de Charles Stark Draper Prize (2006). Hun CCD is vooral succesvol gebleken in beeldsensoren die elektromagnetische straling (licht) omzetten naar elektrische signalen. Dergelijke sensoren worden onder andere toegepast in alle moderne foto- en videocamera's.
Boyle was van 1975 tot aan zijn pensioen in 1979 uitvoerend onderzoeksdirecteur voor Bell Labs. Na zijn pensioen trok hij zich terug in Wallace, alwaar hij met zijn vrouw Betty een kunstgalerij opzette. Boyle heeft inmiddels 10 kleinkinderen en een achterkleinkind.